# Luci Postumi Megel (cònsol 305 aC)
Luci Postumi Megel (en llatí: Lucius Postumius L. F. Sp. N. Megellus) va ser un magistrat romà que va viure al segle iv aC.
Va ser edil curul en data desconeguda i va construir un temple dedicat a Victòria amb el producte de les multes que va posar per les intrusions en les propietats rurals. El temple el va consagrar durant el seu segon consolat.

## Primer consolat
Va ser cònsol romà per primer cop l'any 305 aC segons els Fasti, o el 307 aC segons els annalistes. En aquest any va derrotar els samnites a la batalla de Boviànum i va conquerir la ciutat de Boviànum. En la seva marxa Megel i el seu col·lega Minuci van recuperar Sora i Arpinium a la vall del Liris, i Cerènnia o Censènnia, d'ubicació desconeguda. Titus Livi diu que li van ser concedits els honors del triomf que no es mencionen als Fasti.
Megel, l'any 295 aC va ser propretor i estava estacionat al districte del Vaticà, a la dreta del Tíber, quan Roma esperava un atac combinat dels samnites, els etruscs i els umbres, i segurament hi va restar fins a la gran batalla de Sentínum quan va ser cridat pel senat i les legions es van dissoldre.

## Segon consolat
L'any 294 aC va ser cònsol per segona vegada. Una malaltia el va retenir a Roma, però una victòria samnita el va obligar a marxar i va conquerir Miliònia i Ferentium al Samni, i Rusel·les a Etrúria, territoris que va devastar. La narració dels seus consolats són confosos i contradictoris i alguns autors li assignen diferents llocs d'acció i derrotes en lloc de victòries. Sembla que l'actitud il·legal o despectiva de Megel, o potser arbitrària, va provocar que al final del seu període fos acusat per Marc Canti, tribú de la plebs, però els serveis que havia fet com a lloctinent d'Espuri Carvili Màxim a la lluita contra els samnites l'any 293 aC i la seva popularitat com a general el va salvar. Segons els Fasti va obtenir els honors del triomf.
A finals de l'any 292 aC va ser nomenat interrex per fer els comicis consulars i es va nomenar cònsol ell mateix seguint l'exemple que havia donat Appi Claudi Cec el 297 aC.

## Tercer consolat
Va ser cònsol per tercera vegada l'any 291 aC, i els episodis del seu mandat es coneixen més degut a les seves extravagàncies. A banda del seu auto-nomenament, sense esperar la distribució de províncies es va assignar el Samni. Va utilitzar els legionaris en benefici propi. Va destituir al procònsol Quint Fabi Gurges del seu comandament a Cominium i altres llocs, contra les ordes del senat, i va ocupar Venúsia on va recomanar al senat d'establir una colònia, un consell que va ser seguit, però a Megel no el van incloure entre els fundadors. Postumi Megel va repartir tot el botí entre els seus soldats sense reservar res pel tresor. El senat li va refusar el triomf i Megel va apel·lar a poble que li era favorable i encara que set tribus s'hi van oposar i només tres li van donar suport, va celebrar el triomf. Per tots aquestos fets, quan va acabar el període va ser perseguit pels tribuns. Va ser multat amb 500.000 asos, la multa més gran mai imposada.
Forma va part de la família romana Megel (Megellus), de la gens Postúmia.